# Lidija Horvat-Dunjko
Lidija Horvat-Dunjko (Varaždin, 1967-) é uma soprano e docente na Academia de Música da Universidade de Zagreb . Ela foi premiada com diversos galardões, pela sua importância a nível do desenvolvimento da cultura na Croácia. Ela licenciou-se  na mesma instituição onde atualmente leciona. 
Ela interpretou os papéis de the Queen of the Night na Flauta Mágica; Marie, a vivandière na  La fille du régiment; Rosina no Barbeiro de Sevilha; Gilda em Rigoletto; Blonde em Die Entführung aus dem Serail e criou mais de trinta papéis em ópera na Croácia e no estrangeiro. 
Os  seus recitais ganharam audiência em  Paris (Théâtre des Champs-Élysées), Viena (Musikverein), Toronto (Ryerson Theatre, Massey Hall), Berlin, Munique, Bruxelas, Dublin, Salzburgo, Turim, Veneza, Zurique, Genebra, Zagreb, Ljubljana, Buenos Aires (Teatro Colón, Teatro Nacional Cervantes), Madrid, Santiago, Lisboa, Montevideu, Moscovo (Tchaikovsky Hall do Conservatório de Moscovo), Joanesburgo, Pretória.
Ela tem cooperado com grandes nomes da ópera atuais, a maioria dos quais diretores e orquestras. Fundou uma Escola de Ópera de Mirula em 2003, em conjunção com a Escola de Música de Verão da ilha de  Brač.
Ela tem participado enm operetas e musicais. 
Juntamente com a Magazin, interpretou a canção "Nostalgija" no Festival Eurovisão da Canção 1995, em representação da Croácia, tendo-se classificado em 6.º lugar, entre 23 concorrentes. 

## Livros
- Ljuven sanak, uma coleção de setenta canções de compositores croatas do século XVI  aos nossos dias, publicado pela Music Play, Zagreb, 2004